# Reino Unido en los Juegos Olímpicos de Calgary 1988
El Reino Unido estuvo representado en los Juegos Olímpicos de Calgary 1988 por un total de 48 deportistas que compitieron en 8 deportes.  
El portador de la bandera en la ceremonia de apertura fue el deportista de bobsleigh Nick Phipps. El equipo olímpico británico no obtuvo ninguna medalla en estos Juegos.